# Laabs Kowalski
Laabs Kowalski, bürgerlich Lars Michael Laabs, in der Malerei Kwalski (* 11. Mai 1962 in Dortmund) ist ein deutscher Schriftsteller, Maler, Dramatiker, Fernsehautor, Musikjournalist, Comicautor und Musiker. Weitere von Kowalski benutzte und bei der VG Wort registrierte Pseudonyme sind Carlo Stasni, Morrison Lewis, Brasse Hering und Sven Totenkopf.

## Leben
Kowalski wuchs in Dortmund auf. Der Buch- und Drehbuchautor studierte zunächst Germanistik, Linguistik und Bibliothekswissenschaft in Köln, brach das Studium jedoch ab und arbeitete in der Folge als Helfer auf dem Bau, Taxifahrer und DJ. 1983 nahm er mit gemalten Werken in Kamp-Lintfort an einer Gemeinschaftsausstellung teil. 1989 begann er ein zweites Studium an der Ruhr-Universität Bochum, wo er die Fächer Theater-, Film- und Fernsehwissenschaft (TFF), Germanistik sowie Geschichte belegte. Zu dieser Zeit begann er mit der Niederschrift seines Romans „Banner der Venus“, der im Paris der Zwanziger Jahre angesiedelt ist. Der Roman erschien jedoch erst 1998 beim Rendsburger Rake-Verlag. Zahlreiche weitere Veröffentlichungen folgten.
Eine Zeitlang war Kowalski Hausautor des Kölner Musikclubs „Blue Shell“ und Mitarbeiter des Szenemagazins „1/4 vor“, in welchem unter anderem seine erfolgreiche Kolumne „Laabs but not least“ erschien. Eine weitere Kolumne, „Eine wahre Geschichte der populären Musik“, erschien drei Jahre lang im Musikmagazin Rocks.
Seit 1992 schreibt Kowalski auch für das Fernsehen. In der Sparte Unterhaltung war er 2007 für den Adolf-Grimme-Preis nominiert. Unter anderem verfasste er Texte für Rudi Carrell, Hans Werner Olm, Mona Sharma, Max Schautzer, Wichart von Roëll, Thomas Koschwitz, Mike Krüger, Markus Maria Profitlich, Jürgen von der Lippe, Atze Schröder, Bernhard Hoëcker, Dirk Bach, Martina Hill und viele andere Fernsehstars.
Von 2002 bis 2010 leitete er den Muschel Verlag, zu dessen Autoren unter anderem Katinka Buddenkotte, Dagmar Schönleber, Gudrun Pausewang und Christian Bartel zählten. Anschließend wandte er sich dem Musikgeschäft zu und arbeitete als A&R-Manager für verschiedene Schallplattenfirmen, bis er im März 2015 selbst ein Plattenlabel gründete, Resistance Art Recordings. Ebenfalls 2015 kehrte er zur Malerei zurück mit einer Werkschau in der Kölner Galerie Pop;68. Es folgten weitere Ausstellungen, zum Beispiel in der Kölner Galerie K49 und in der Bar Königsblut.
In seinen literarischen Werken setzt sich Kowalski immer wieder mit den Themen Verlust und Tod auseinander.

„Indem der Autor ordnet, fügt er der ursprünglichen Schöpfung, die er für missraten hält, etwas, das wir im Leben und in der Natur vermissen, hinzu. Schreiben ist somit immer auch ein Protest gegen Gott.“

## Theaterstücke
- 2010: Schützenstraße ’82
- 2012: Finde das Huhn oder Realität ist dort, woher der Pizzabote kommt!

## Buchveröffentlichungen
- Banner der Venus (Roman, Rendsburg 1998)
- Taximann (Roman, Rendsburg 1998)
- Meine Seele ist ein verlaustes Hotel (Erzählungen, Rendsburg 1999)
- Laabs but not least … (Kolumnen, Köln 2000)
- Das Herz ist ein Cowboy auf einem epileptischen Pferd (Gedichte, Köln 2001)
- Jesus, John Lennon, all die anderen Verlierer und ich (Gedichte, Köln 2001)
- So kriegt man alle Frauen rum (Comics und Satire, Köln 2001)
- Wie ein Schmetterling auf dem Hintern einer lächelnden Frau (Gedichte und Erzählungen, Köln 2002)
- Der merkwürdige Mann im Café (Erzählungen, Asperg 2002)
- Ich, Jesus, Scharlatan (Roman, Asperg 2003)
- Tage im Umbruch – Ein Engel dreht auf (Roman, Asperg 2003)
- Das Fanal des James Peterson Floyd (Krimi, Asperg 2006; unter dem Pseudonym Morrison Lewis)
- Yeah Yeah Yeah – 50 Jahre Pop & Rock (Satirisches Sachbuch, Kreuzlingen 2006)
- Eine kurze Geschichte über Liebe und Tod (Asperg 2007)
- Reise der Lampenschirme durch den Kongo (Roman, Köln 2008; unter dem Pseudonym Brasse Hering; mit 33 Illustrationen von Gerwin Kothen)
- Notizen eines Erzidioten – Die seltsamen Tagebuchaufzeichnungen des John-Henry Picasso Matisse (Satire, Köln 2008)
- Der Maler, der Mörder und der Narziss (Roman, Köln 2009; unter dem Pseudonym Carlo Stasni)
- Totensommer: Das Mädchen, das den Himmel nicht mochte (Roman, Berlin 2011 u. München 2013)
- So zärtlich war das Ruhrgebiet – Eine Kindheit in den siebziger Jahren (Erinnerungen, Berlin 2015)
- Tod und Eitelkeit (Roman, Biddinghuizen, NL, 2023)
- Der letzte Roman (Roman, Ludwigsburg 2025)

## E-Books
- So zärtlich war das Ruhrgebiet – Eine Kindheit in den Siebziger Jahren (Erinnerungen, 2013)
- Der Maler, den es zweimal gab (Roman, 2013)
- Das Herz ist ein Cowboy auf einem epileptischen Pferd (Gedichte, 2013)
- Eines Nachts in Köln auf der Zülpicher Straße (Novelle, 2013)
- Notizen eines Erzidioten (Satire, 2013)
- Geschichte eines Augenblicks (Erzählungen, 2013)
- Rock Around The Clock – Die Wahrheit über 60 Jahre Pop & Rock und nichts als die Wahrheit (Satirisches Sachbuch, 2013)
- Von Pudeln und Wölfen (Erzählung, 2014, ursprünglicher Titel „Dann ist er tot“)
- Verleih niemals einen Kasuar (Durchgeknallte Geschichten, 2015)

## Comics
- Hirse – den Dasein zun Trotz #1–21 (Comicmagazin, 1982–1998, 2009)
- Aale #1 (1996)
- Zyz, der edle Hengst (2009)
- My Way Comics #1-24 (seit 2017)

## Arbeiten für das Fernsehen (Auswahl)
- Wie Bitte?! (RTL)
- Switch – TV gnadenlos parodiert (ProSieben)
- Nesthocker – Familie zu verschenken (ZDF)
- Alles Atze (RTL, Folge 25 „Die Legende“)[1]
- Zack – Comedy nach Maß (Sat.1)
- Mensch Markus Specials (Sat.1)
- Weibsbilder (Sat.1)
- Deutschland ist schön – Die Allstar Comedy (Sat.1)
- 3 ein Viertel (Sat.1)
- Mannsbilder (Sat.1)
- Familienfälle (Sat.1)
- Knallerfrauen (Sat.1)